# Reação de simples troca

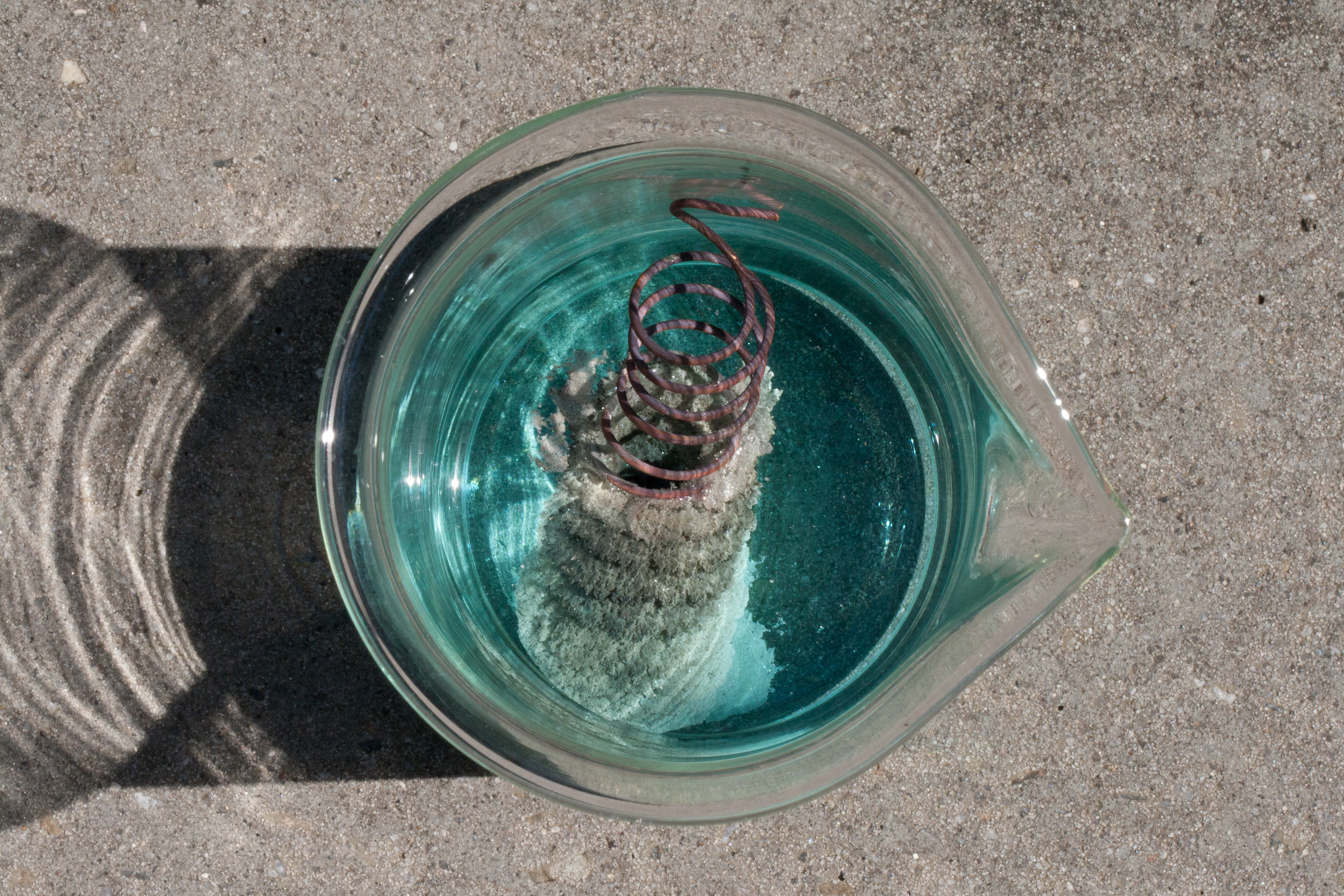
Reação de simples troca

Em Química, uma reação de simples troca ou reação de deslocamento ou ainda reação de substituição é uma reação onde há dois reagentes e dois produtos, sendo que um reagente é um elemento químico e o outro é um composto, e entre os produtos há igualmente, um elemento e um composto.
Uma reação de simples troca possui a forma A + BC →  B + AC.
Existem dois subtipos diferentes de reações de simples troca:
- No primeiro tipo, A e B são metais, com caráter eletropositivo quando ligados e C é um ânion formado por um ametal somente, um semimetal ou ainda ser um ânion mais complexo.
- No segundo tipo, A e B podem ser ametais ou semimetais e C ser um metal ou elemento com carácter eletropositivo.

O critério para se saber se uma determinada reação de simples troca irá ocorrer é dado em função da reatividade. Em última instância a reatividade, que é a medida da propensão para a ocorrência de uma reacção, depende da variação de Energia de uma reação. Se a reação ocorrer sob pressão constante, como quando ocorre nas reações sob pressão atmosférica, é usual empregar-se a função G ou função de Gibbs. Pode-se determinar a função G eletroquimicamente, e é usual que a análise seja feita em termos do potencial elétrico, dado em volts.
Em textos elementares de química é costume empregar-se uma lista simplificada, onde os elementos são postos em ordem decrescente de reatividade. Segue-se abaixo duas listas de reatividade, uma para cada subtipo de reacção de dupla troca:
- Reatividade dos metais:

Li K Rb Cs Ba Sr Ca Na Mg Al Mn Zn Cr Fe Co Ni Pb H
Cu Hg Ag Pd Pt Au
- Reatividade dos não metais:

F O N Cl Br I S C P
Nessas duas listas, os elementos que estão mais à esquerda (mais reativos) deslocam os elementos mais à direita (menos reativos)
Um exemplo do primeiro tipo de reação é dado abaixo:
Um exemplo do segundo tipo é o dado a seguir: